# Gado Dexter

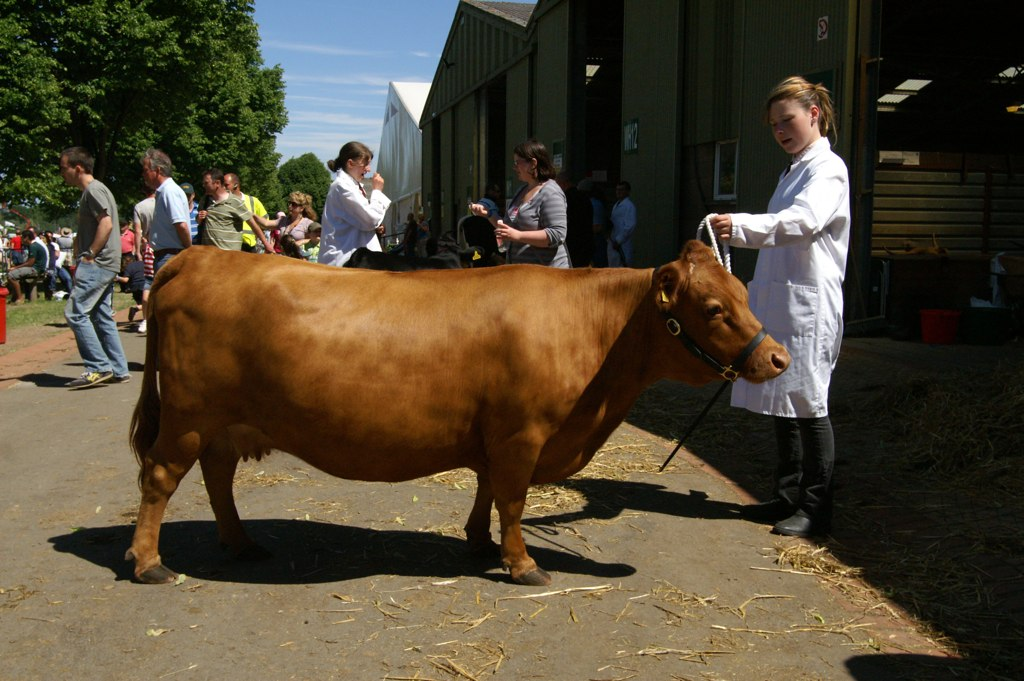
Uma vaca anã condrodisplásica

O gado Dexter é uma raça irlandesa de gado pequeno.  Teve origem no século XVIII no Condado de Kerry, no sudoeste da Irlanda, e tem o nome em homenagem a Dexter, um feitor das propriedades de Lord Hawarden na Ilha Valentia. Até a segunda metade do século XIX era considerado um tipo dentro da raça Kerry. :168 : 168 

## História

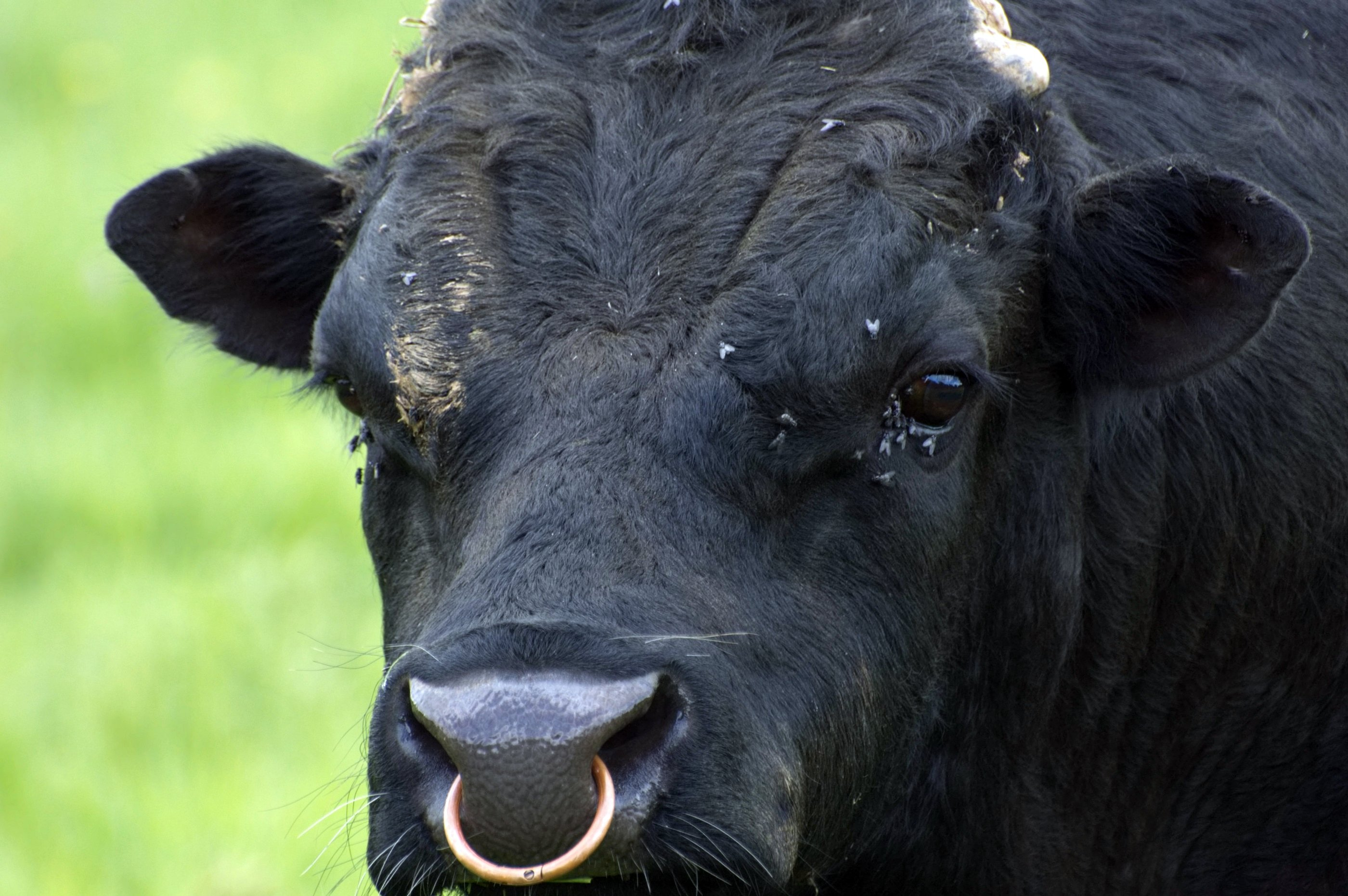
Touro

O Gado Dexter surgiu no século XVIII no Condado de Kerry, no sudoeste da Irlanda, e aparentemente recebeu este nome em homenagem a um homem chamado Dexter, que era feitor das propriedades de Lord Hawarden na Ilha Valentia. O gado Kerry de pernas curtas é documentado desde o final do século XVIII.  Até à segunda metade do século XIX, o gado Dexter era considerado um tipo dentro da raça Kerry mas a partir de 1863, foi exibido numa raça separada nas exposições agrícolas da Royal Dublin Society. :168 : 168  Um livro genealógico conjunto, The Kerry and Dexter Herd Book, foi estabelecido em 1890, :168 e uma sociedade de raça, a Kerry and Dexter Cattle Society of Ireland, foi iniciada em 1917; o nome foi abreviado para Kerry Cattle Society of Ireland em 1919. :57 : 57 

## Características

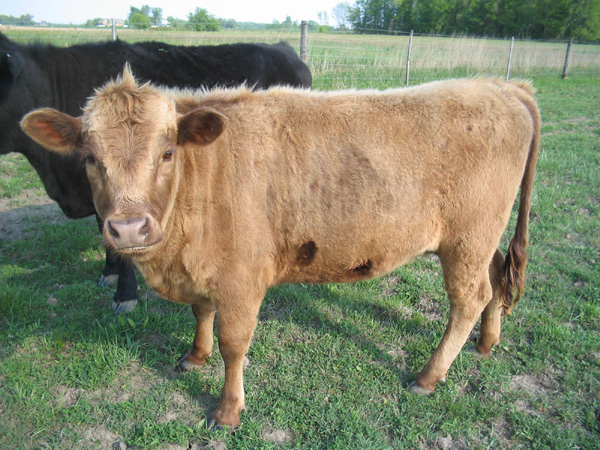
Novilha Dun

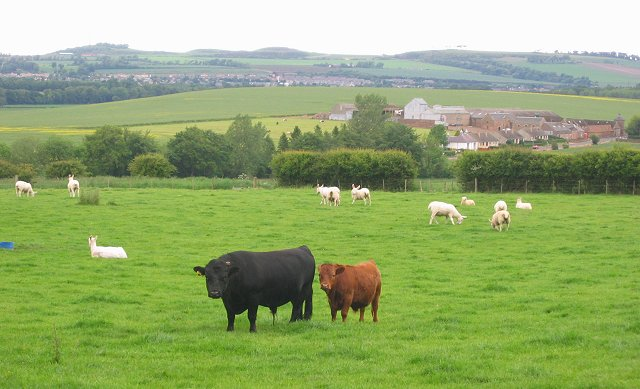
Em pastagem perto de Bolton, East Lothian

Os animais são pequenos; a altura à cernelha dos touros é de cerca de 102–112 cm, e nas vacas é de cerca de 5 cm menos; :169 : 169  o peso médio de uma vaca é de cerca de 325 kg.  A pelagem é geralmente preta sólida, mas também pode ser vermelha ou parda. :169 : 169  O gado antigamente tinha sempre chifre; no século XXI observam-se alguns exemplares sem chifres, mas o mecanismo de introdução desta característica não foi identificado. :169
Alguns bovinos Dexter carregam um gene para condrodisplasia (um gene semiletal), que é uma forma de nanismo que resulta em pernas mais curtas que nos bovinos não afetados. Os Dexters afetados por condrodisplasia são normalmente de 15 a 20 cm mais baixos do que os não afetados. Cruzar dois Dexters afetados por condrodisplasia resulta numa probabilidade de 25% do feto abortar prematuramente. Existe um teste de ADN disponível para testar o gene da condrodisplasia, usando pelos da cauda do animal. 
O feto abortado é normalmente chamado buldogue, um bezerro nado morto que tem cabeça protuberante, nariz comprimido, mandíbula inferior saliente e língua inchada, além de membros extremamente curtos.  A ocorrência de fetos de bulldog é maior em bezerros nascidos com pelagem preta do que com pelagem vermelha, porque a cor da pelagem preta é mais comum.  O gado Dexter de pernas curtas é considerado heterozigótico, enquanto os fetos bulldog são homozigótico para os genes da condrodisplasia. 
Dexter também pode ser afetado por hipoplasia pulmonar com anasarca (HPA), que é uma formação incompleta dos pulmões com acúmulação de fluido sérico em várias partes dos tecidos do feto. Ao contrário da condrodisplasia, que apresenta muitos sinais físicos, a HPA não apresenta sinais externos e só é detectável por meio de testes de ADN. Tal como acontece com a condrodisplasia, os Dexters afetados por HPA não devem ser cruzados. 
O gado Dexter tem pernas curtas em comparação com outras raças; o aumento da curta duração é exibido do joelho ao boleto. 
O gado Dexter é muito resistente e eficiente, capaz de prosperar em terras pobres. 

## Uso
O Dexter é uma raça de dupla aptidão leite e carne. A produção média de leite é de cerca de 2250 kg por lactação, embora algumas explorações possam atingir os 3000 kg. A carne muitas vezes não é tão boa como a de outras raças, em sabor e texture, especialmente de animais de pernas muito curtas. :169 : 169 